# Mapil
Mapil är en ort i Mexiko.   Den ligger i kommunen Chilón och delstaten Chiapas, i den sydöstra delen av landet, 800 km öster om huvudstaden Mexico City. Mapil ligger 1 055 meter över havet och antalet invånare är 203.
Terrängen runt Mapil är kuperad norrut, men söderut är den bergig. Terrängen runt Mapil sluttar söderut. Runt Mapil är det glesbefolkat, med 16 invånare per kvadratkilometer. Närmaste större samhälle är Jet-Já, 6,8 km väster om Mapil. Omgivningarna runt Mapil är en mosaik av jordbruksmark och naturlig växtlighet.